# Pávakvézál
A pávakvézál (Pharomachrus pavoninus) a madarak osztályába a trogonalakúak (Trogoniformes) rendjébe és a trogonfélék (Trogonidae) családjába tartozó faj.
A magyar név forrással nincs megerősítve, lehet, hogy az angol név tükörfordítása (Pavonine Quetzal).

## Előfordulása
Az Amazonas-medencében, Bolívia, Brazília, Ecuador, Kolumbia, Peru és Venezuela területén honos. A természetes élőhelye a szubtrópusi vagy trópusi nedves síkvidéki erdők.

## Megjelenése
A hím fémes smaragdzöld fejű, torka, mellének a teteje, háta, szárnyai és farka kék, mellének az alja és a hasa skarlátvörös. A tojó barnás színű.